# Centre de Terminologia de l'Esperanto
El Centre de Terminologia de l'Esperanto (esperanto: Terminologia Esperanto-Centro, TEC) és l'organisme que estudia les paraules de la llengua esperanto. L'Associació Universal d'Esperanto (UEA) va fundar aquesta institució l'any 1987, durant el Congrés Universal d'Esperanto celebrat a Varsòvia, Polònia. La missió del Centre de Terminologia de l'Esperanto és contribuir al desenvolupament de la terminologia esperantista. Amb aquest propòsit, l'Associació Universal d'Esperanto i el Centre de Terminologia de l'Esperanto col·laboren amb altres organitzacions mundials com el Centre Internacional d'Informació sobre Terminologia (Infoterm) i l'Organització Internacional per a l'Estandardització (ISO).

## Trobades de terminologia
Un dels objectius del Centre de Terminologia de l'Esperanto és la col·laboració internacional. L'organisme facilita i promou, mitjançant Internet, la comunicació entre les i els parlants d'esperanto, distribuïts per diversos llocs del món. A més, les persones interessades es troben durant el Congrés Universal d'Esperanto o aprofitant altres convencions d'aquesta llengua que es duen a terme a nivell nacional o internacional. Cada any es publiquen diverses obres de terminologia i diccionaris tècnics en esperanto.